# Simone Masciarelli
Simone Masciarelli (* 2. Januar 1980 in Pescara) ist ein ehemaliger italienischer Radrennfahrer.
Simone Masciarelli stammt aus einer Radsport-Familie: Sein Vater Palmiro Masciarelli war als Radrennfahrer ein bekannter Gregario von Francesco Moser und auch seine jüngeren Brüder Francesco und Andrea sind Radsportler. 1996 belegte er bei der italienischen Meisterschaft der Jugend im Querfeldeinrennen Platz drei.
Im Jahr 2000 erhielt Masciarelli seinen ersten Profi-Vertrag. Die großen Erfolge blieben jedoch aus: 2003 startete er bei der  Vuelta a España und belegte Platz 126 der Gesamtwertung, im Jahr darauf wurde er 91. des Giro d’Italia. 2006 belegte er Rang 14 bei Paris–Brüssel und wurde Sechster des Giro dell’Emilia. Im Jahr darauf belegte er beim Giro dell’Emilia Platz zwölf, startete ein zweites Mal beim Giro d’Italia und beendete die Rundfahrt auf Platz 127.
Von 2005 bis 2012 fuhr Masciarelli gemeinsam mit seinen beiden Brüdern für das Team Acqua & Sapone, dessen Sportlicher Leiter Vater Masciarelli war. Für das Team fuhr auch Frank Vandenbroucke, der 2007 einen Selbstmordversuch unternahm. Es war Simone Masciarelli, der ihn fand und einen Krankenwagen herbeirief, anschließend lebte Vandenbroucke bei dessen Familie. Simone Masciarelli galt auch der letzte Telefonanruf von Vandenbroucke, bevor dieser im Oktober 2009 in einem Hotel in Senegal starb.
Das Team Acqua & Sapone wurde Ende 2012 aufgelöst, Simone wechselte noch mit seinem Bruder Andrea zum ungarischen Radsportteam Utensilnord Ora24.eu, das aber Ende 2013 seine Lizenz als Professional Continental Team zurückgab. Im Februar 2014 waren beide noch ohne Vertrag. Die beiden Brüder bestreiten seitdem Ironmanwettbewerbe.
Im Zuge der Dopingermittlungen der Staatsanwaltschaft von Padua geriet Masciarelli in den Verdacht, Kunde des umstrittenen Sportmediziners Michele Ferrari gewesen zu sein.
Die Familie Masciarelli betreibt das Fahrradgeschäft  Masciarelli Bikes in Pescara.